# Vimeiro (Alcobaza)
O Vimeiro es una freguesia portuguesa del concelho de Alcobaça, con 20,52 km² de área y 2112 habitantes (2001). Densidad de población: 102,9 hab/km².